# Norwegian Air Shuttle
Norwegian Air Shuttle, vystupující též pod značkou Norwegian, je norská nízkonákladová letecká společnost. Sídlí v norském městě Fornebu, největší leteckou základnu má na letišti v Oslu. Své lety operuje z dalších bází v Alicante, Barceloně, Bergenu, Fort Lauderdale, Kodani, Helsinkách, Gran Canarii, Londýně/Gatwick, Madridu, Málaze, New York/JFK, Palma de Mallorca, Římě/Fuimicino, Stavangeru, Stockholmu/Arlanda, Tenerife/Jih a Trondheimu (prosinec 2016). Akcie firmy jsou transparentně obchodovatelné na burze.
Firma vlastní a provozuje 3 sesterské letecké společnosti – dálkovou Norwegian Long Haul, irskou Norwegian Air International a britskou Norwegian Air UK.

## Reakce napandemii covidu-19v roce 2020
- Firma propustila velkou část zaměstnanců a přerušila provoz do jara 2021.
- Firmu převzali největší věřitelé.
- Došlo k rekapitulaci pohledávek firmy a přeměně dluhopisů na akcie, což byla podmínka státu pro garanci na úvěr.[2]
- Norwegian ohlásil, že končí s provozováním dálkových linek a v rámci restrukturalizace se bude soustředit na provoz linek v Norsku, severských zemích a v klíčových evropských destinacích.[3]

## Praha
V březnu 2024 létal Norwegian z Prahy do následujících skandinávských destinací:
- Ålesund
- Alta
- Bardusoff
- Bergen
- Hatstad/Narvik
- Haugesund
- Oslo
- Kirkenes
- Kristiansand
- Longyearbyen–Svalbard
- Molde
- Stavanger – tato linka byla provozována mezi lety 2007 až 2010, byla obnovena v listopadu 2016 s frekvencí 2 letů týdně.[5]
- Tromsø
- Trondheim
- Lulea
- Stockholm
- Umeå
- Aalborg
- Billung
- Kodaň
- Helsinky

## Flotila

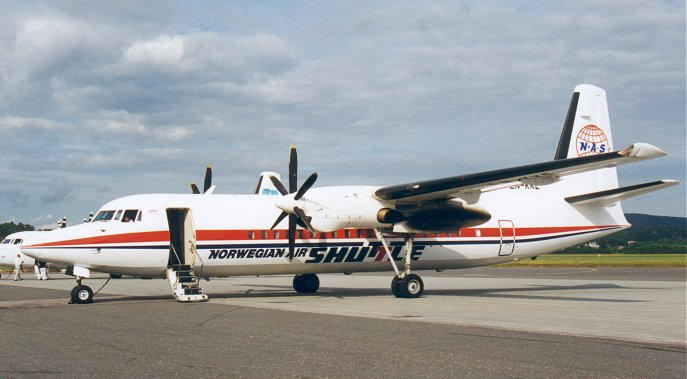
V minulosti Norwegian provozovali Fokker 50

### Současná
V lednu 2024 Norwegian Air Shuttle provozoval následující počet letadel, včetně jeho dceřiných společností.
| Letadlo          | Počet | Objednávky | Pasažéři | Poznámky             |
| ---------------- | ----- | ---------- | -------- | -------------------- |
| Boeing 737-800   | 62    | —          | 186      |                      |
| Boeing 737-800   | 62    | —          | 189      |                      |
| Boeing 737 MAX 8 | 20    | 48         | 189      | Dodávky od roku 2017 |
| Celkem           | 82    | 126        |          |                      |

### Historická
V minulosti Norwegian Air Shuttle provozoval následující letouny:
- Boeing 737-300 (2002–2015)
- Boeing 737-500 (2002–2003)
- Fokker 50 (1992–2004)
- McDonnell Douglas MD-82 (2008–2009)
- McDonnell Douglas MD-83 (2008–2009)